# 亨利三十九世 (羅伊斯-科斯特利茨)
亨利三十九世（Heinrich XXXIX，1891年6月23日—1946年2月24日），出生于恩斯特布伦，是罗伊斯-科斯特利茨亲王，1910年至1946年在位。
亨利三十九世的父亲是亨利二十四世，德国浪漫主義音樂作曲家。

## 家庭
1918年8月7日，亨利三十九世与卡斯特爾-卡斯特爾伯爵腓特烈·卡爾的女兒安東妮亞结婚，兩人婚后有三子三女：
- 亨利四世（Heinrich IV，1919年10月26日—2012年6月20日），罗伊斯-科斯特利茨亲王；
- 亨利五世（Heinrich VI，1922年6月7日—1942年12月5日）；
- 阿梅迪亚（Amadea，1923年7月23日—）；
- 格特鲁德（Gertrud，1924年11月5日—2011年9月22日）；
- 亨利七世（Heinrich VII，1927年5月14日—2002年2月8日）；
- 伊丽莎白（Elisabeth，1932年6月8日—）。